# Futtsu
Futtsu (Japans: 富津市, Futtsu-shi, voorheen:  古戸, Futto) is een Japanse stad in het zuiden van de prefectuur Chiba, gelegen aan de westkust van het schiereiland Boso (房総半島, Bōsō hantō). De gemeente, op 25 april 1971 gefuseerd met twee buurgemeenten en op 1 september van dat jaar tot stad bevorderd, heeft een oppervlakte van 205,15 km² met ongeveer 50.178 inwoners.

## Economie
De lokale economie wordt voornamelijk beheerst door visserij en de verbouwing van rijst en groenten. Industriegebied bevindt zich in het noorden van de stad, veelal op op de zee teruggewonnen terrein. 

## Toerisme
Het kustgebied strekkende van Kaap Futtsu (富津岬, Futtsu misaki) tot Kaap Isone (磯根岬, Isone misaki ) wordt vaak in klassiek Japanse poëzie bezongen onder het epitheton Chiho-ga-ura (千穂ケ浦, kust/baai van duizend rijstaren) of Nunobiki-ga-hama (布引ケ浜, strand van [ter bleking] gestrekte lakens) en staat bekend als populaire badplaats binnen het Quasi-nationaal park van Minami Boso. Een blikvanger van Futtsu is het 56 m hoge standbeeld van bodhisattva Kannon (観音菩薩, Kannon bosatsu) aan de Baai van Tokio. Daarnaast lokken het weidelandschap van Kanozan (鹿野山) en Takagoyama (高宕山), biotoop van honderden wilde apen, vele toeristen. 